# Mikulin AM-42
O Mikulin AM-42 foi um motor aeronáutico a pistão soviético da década de 1940 projetado por Alexander Mikulin. Sendo uma versão de alta potência do AM-38F, o AM-42 foi utilizado no caça Ilyushin Il-1 e nas aeronaves de ataque ao solo Il-8 e Il-10.

## Descrição
O AM-42 foi um motor de baixa altitude para aeronaves de ataque que evoluiu do AM-38F. Comparado com o AM-38F, tinha uma menor taxa de compressão, maior superalimentação, um virabrequim reforçado e contrabalanceado, bielas reforçadas e um sistema de lubrificação revisado. O AM-42 foi desenvolvido pela Fábrica nº 24, chamada atualmente de "Salyut", em Moscou. Os primeiros exemplos foram construídos em Novembro de 1942 e passou por 50 horas de testes da fábrica em Janeiro de 1943. Em Setembro de 1943 o AM-42 iniciou os testes do estado, que não foram concluídos por um dano no pistão enquanto era testado. Os testes foram encerrados apenas em 1944, com uma versão reforçada do AM-42. O AM-42 foi produzido em larga escala entre os anos de 1944-1948 e uma versão de maior vida útil, com 400 horas, foi produzida entre 1951 e 1954. A maior parte dos motores foram produzidos na Fábrica nº 24 que foi evacuada para Kuybyshev no final de 1941. 10.232 motores foram construídos até a produção se encerrar na União Soviética em 1954. Além da produção na URSS, foi também produzido na Checoslováquia como M-42 na fábrica de "Dimitrov" para ser utilizado na versão checa do Il-10, Avia B-33.

## Variantes
- AM-42TK: Versão com um turbocompressor TK-300B.
- AM-42FNV: Versão com injeção eletrónica.
- AM-42B-TK: Versão com dois turbocompressores TK-300B.
- AM-42FB-TK: Versão com dois turbocompressores TK-1A.[1]